# Горан Марковић (фудбалер)
Горан Марковић (Панчево, 9. фебруар 1986 — Панчево, 13. октобар 2019) био је српски фудбалер.
Марковић је у каријери наступао за Динамо Панчево, Глогоњ, ПСК Панчево, Радник Бијељину, Обилић, Чукарички, Зрињски, Жељезничар, Јединство Бихаћ, Славију Источно Сарајево и Металеге.
Трагично је страдао док је поправљао ролетну на прозору свог стана на петом спрату у Панчеву.

## Трофеји
Жељезничар
- Првенство Босне и Херцеговине (1): 2011/12.
- Куп Босне и Херцеговине (1): 2010/11.